# Illa de Trinitat
Trinitat (segons l'IEC, Trinidad, en anglès Trinidad) és una illa del mar Carib, la més gran de les que formen l'estat de Trinitat i Tobago i de les Petites Antilles. Té una extensió de 5.009 km² i una població d'1.030.000 habitants (2000). Està situada aproximadament a una desena de quilòmetres de distància de la costa oriental de Veneçuela de la que està separada pel canal de Colom. La ciutat més gran de l'illa i capital del país és Port of Spain, situada al nord-oest. La segona ciutat més important, San Fernando, està situada al sud-oest. Ambdues ciutats es troben a la costa del golf de Paria. Una altra ciutat important és Arima al centre de l'illa.
L'illa era habitada pels caribs i els arawak abans de l'arribada de Cristòfor Colom en el seu tercer viatge, i fou colonitzada pels espanyols al segle xvi, fundant el Puerto de los Hispanioles (més tard anomenada Puerto de España) a l'antic emplaçament de la vila ameríndia de Cumucarapo o Conquerabia.
El 1594 l'illa fou capturada als espanyols per Walter Raleigh, que la va usar de base per a la seva expedició a la recerca d'El Dorado al riu Caroní. Després de la conquesta de l'illa per Anglaterra durant la Guerra angloespanyola el 1797 quedà en mans angleses. En un intent d'unir les seves colònies del Carib, Gran Bretanya va establir la Federació de les Índies Occidentals el 1958. La federació es va esfondrar arran de la pèrdua dels seus dos membres més grans, Jamaica i l'Illa de Trinitat, que van aconseguir la independència el 1962; Trinitat va formar una unió amb Tobago per convertir-se en l'estat de Trinitat i Tobago.